# Sahar Fetrat
Sahar Fetrat (Afganistán, 1996) es una activista feminista, guionista y realizadora de documentales.

## Biografía
Nacida en Afganistán se exilió cuando sólo tenía un año, y vivió en los campos de refugiados de Irán y de Pakistán durante el primer régimen de los talibanes. Más tarde, a finales de 2006, con 10 años pudo crecer en Kabul cuando su familia regresó a Afganistán y descubrió el activismo feminista en la adolescencia, en Kabul.
Diplomada en 2018 en Estudios Empresariales en la Universidad Americana de Afganistán, obtuvo el máster en Estudios de Género en la Universidad Central Europea en Budapest en 2020. Estudia un segundo máster en Conflicto, Seguridad y Desarrollo en el departamento de Estudios de la Guerra en el King's College de Londres como beneficiaria de la beca Alexandria Peterson que financia a estudiantes superdotados de Afganistán, Asia Central y el Cáucaso Meridional. La beca permite acceder a una formación universitaria en materia de conflictos, seguridad y desarrollo, para que puedan seguir liderando y sirviendo a sus comunidades.
Vive en Londres y es investigadora asistente a la División de derechos de la mujer de organización internacional de derechos humanos Human Rights Watch. Su investigación se centra en la teoría y la práctica feminista de la descolonización, la teoría de los afectos, género y conflicto, mujeres en la guerra, y las masculinidades. Sahar Fetrat se define como "una feminista que navega entre el activismo y el academicismo", en el sentido de que hace documentales a la vez que destaca como investigadora social.
Sahar Fetrat trabajó en Afganistán para los servicios educativos de la UNESCO abogando por la educación de las mujeres en todo el país. Consiguió experiencias de primera mano trabajando como voluntaria con niños supervivientes de la guerra con la organización Solace for the Children. 
Decidió incorporar sus puntos de vista feministas a los guiones e incluso a la realización de películas documentales:
- This is Kabul, que nos ofrecen un retrato cercano de las jóvenes afganas que intentan cambiar la sociedad en la que viven.[7]
- Do Not Trust My Silence ("No te fíes de mi silencio" ) sobre el acoso sexual en la calle con el que ganó el primer premio en el Universo-Corto Elba Film Festival, en Italia.[3][2]

Ambos documentales intentan recuperar el sitio que corresponde a las mujeres y chicas afganas en aquella sociedad. 
Ha publicado artículos en los que pone de relieve la lucha de las mujeres y las chicas dentro de su país, algo que resulta particularmente relevante ahora que los talibanes han vuelto al poder.
- Afghanistan Remains an Open Wound
- Dispatches From Afghanistan: ‘We Must Stay Strong’
- ‘Can You Imagine How Difficult It Is to Feel Exiled in Your Own City?’
- Stalked By A Stranger Since I Was 18: How A Lack Of Information Made Me Question What I Knew Was True
- Should Abusive Partners Have Parental Rights?
- Afghan women and girls: wronged by the Taliban, abandoned by the world
- As Afghans, we burn our identities to survive, and to resist
- The Storm Before The Hurricane: A Personal Essay On Afghanistan
- From Kabul to Budapest, you can ban gender studies but you can’t silence us | View
- Ending the Cycle of Shaming Afghan Women’s Bodies | Truthdig: Drilling Beneath the Headlines
- Combating the Misery of Menstruation for Afghan Girls

## Reconocimientos
BBC 100 mujeres 2021